# أبو عريف
قرية أبوعريف ‌‌وحدة أبوعريف الإدارية تقع في ولاية سنار محلية الدالي والمزموم في اقصي الجنوب الغربي لولاية سنار يحدها من الجنوب ولاية اعالي النيل (دولة جنوب السودان) من الناحية الجنوبية الشرقية مدينة المزموم ومن الشرق قرية المجاور ومن الشمال الشرقي قرية بوزي وقلع البيض ومن الشمال قرية الترو وجبل البناء ومن الجنوب الغربي قرية التبون ومن الغرب مدينة الجبلين. وتعد ابوعريف ثالث أكبر قرية في المحلية بعد الدالي والمزموم. قرية ابوعريف قرية جبلية يقسمها الجبيل لي شكل U أهم معالم المنطقة المسجد الكبير ومدرسة خالد ابن الوليد الأساسية بنين ومدرسة ذات النطاقيين الأساسية بنات ومدرسة المتعافي الثانوية، مركز شرطة ابوعريف والسوق الكبير

## أحيائها
1-حي الوحدة 
2- حي الموردة 
3-حي التاج 
4- حي النهضة 
5- حي الحلة الجديدة
6 - حي الفيحاء (2015) 7-حي اللعوتة.
لديها سلسلة جبال تبدأ من جبل ابوقرود وهو أكبر قمة في ولاية سنار، يوجد به خزان ابوقرود تم افتتاحه 2009 بحضور رئيس الجمهورية عمر حسن أحمد البشير ووالي ولاية سنار أحمد عباس وحشد جماهيري كبير من عدة قري مجاورة، بكونه الخزان الوحيد في محلية الدالي والمزموم كما توجد بالقرية مساجد عديدة.

## الأسواق
السوق الصغر وهو من أقدم الاسواق فيها 
والسوق الشعبي الذي يقع في وسط القرية ولكن تم ترحيله من وسط القرية بحجة انه يقع في مجرى المياه الرئيسية خوفآ من تلوث المياة التي هي شريان الحياة
تم ترحيلة في الجزء الشمالي الغربي للقرية، وحاليآ يسمي السوق الكبير .